# 二十里堡站
二十里堡站，位于山东省潍坊市奎文区廿里堡街道，是胶济铁路坊子支线车站。本站办理潍坊百货集团专用线及潍坊南苑机场专用线的货运业务。
2013年，列入第四批山东省文物保护单位，该文物保护单位是一座近现代重要史迹及代表性建筑。